# Ägg

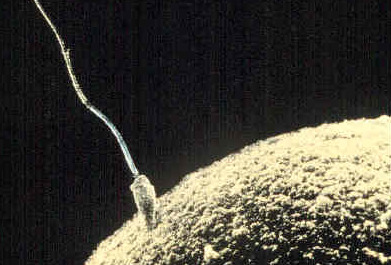
En sädescell vid äggcellen

Ägg är samlingsnamnet för äggcellen hos djur, det vill säga den honliga könscellen vid sexuell förökning. Hos däggdjur, med undantag för kloakdjur, samt hos vissa levandefödande tandkarpar, groddjur, spindeldjur och broskfiskar sker fosterutvecklingen inuti honans kropp, men hos de flesta andra djur sker denna utanför kroppen, i form av äggläggning. Hos fiskar, groddjur och kräftdjur kallas äggen rom. Ordet ägg används bara om äggceller i djurriket. Motsvarande fortplantningsstrukturer i andra riken kallas sporer eller (hos fröväxter) frön.
Ägg är den fortplantningsstruktur där fosterutvecklingen sker, och som inte tar emot näring från modern efter att den blivit fullt utvecklad. 
Ägget består ursprungligen av en enda cell, äggcellen, som befruktas av en spermie. Undantaget är partenogenetiska arter, där ägget får en fullständig genuppsättning på andra sätt. Befruktningen kan ske internt i moderns kropp eller externt i omgivande vatten. I de flesta djurgrupper har ägget någon form av yttre hinna eller skal och gula vid sidan om själva äggcellen.
Den relativa mängden gula påverkar hur celldelningen kan dela upp ägget. Bara ägg med lite gula jämnt fördelad i ägget kan genomföra full celldelning; i ägg med mycket gula kommer fostret att formas på toppen av gulan och först senare omsluta gulan. Mängden gula och delningsmönstren är typiska särdrag för olika djurgrupper. Typen av ägg avgör hur länge fosterutvecklingen kan fortgå och därmed vilka djurgrupper som kommer att ha ett larvstadium och vilka som kommer att ha direkt utveckling.
Djur som lägger fria ägg kallas äggläggande (ovipari). Vissa djur skiljer ut eller bygger äggkapslar som skyddar äggen. Ett annat sätt att skydda äggen är att ruva dem inne i kroppen (ovovivipari). Från den strategin har levandefödsel (vivipari) utvecklats i många grupper.
I dagligt tal används ordet ’’ägg’’ huvudsakligen om fågelägg från Tamhöns som används som mat. Men ägg från andra fåglar och från fisk är också en viktig matkälla, både för människor och för många djur. Ägg är också en ofta använd symbol för skapelse och återfödelse, i kristendomen särskilt som påskägg.

## Människan
Kvinnor har vid födseln ungefär 400 000 äggceller i äggstockarna. I samband med pubertetens inträde så minskar antalet till cirka 8 000. Av dessa kommer endast runt 400 äggceller att mogna under kvinnans fertila period, vilket i snitt är en äggcell var 28:e dag, som om befruktning inte sker stöts ut ur kroppen under menstruationen.

## Fåglar

Ett fågeläggs beståndsdelar:
1. Kalkskal
2. Yttre skalhinna
3. Inre skalhinna
4. Äggsnodd
5. Tunn vita
6. Tjock vita
7. Gulmembran
8. Latebra, primärgula
9. Groddskiva inklusive påse
10. Mörk gula
11. Ljus gula
12. Tunn vita
13. Äggsnodd
14. Luftblåsa som bildas mellan skalmembranen
15. Kutikula (skyddande hinna över skalet)

Alla fåglar lägger ägg. Omedelbart efter att ägget befruktats inne i fågelhonans kropp, börjar fostret utvecklas. Fosterutvecklingen kräver en hög och jämn temperatur och sedan ägget är värpt tillförs denna värme ofta av båda föräldrarna genom ruvning. Merparten av världens alla fåglar ruvar äggen under en temperatur av ungefär 37 °C.
De flesta fåglar lägger flera ägg, vanligtvis ett om dagen. Bland vissa fågelarter avstannar äggens utveckling till alla ägg har lagts. Då börjar honan ruva och äggens utveckling fortsätter. På detta sätt kommer ungarna att kläckas samtidigt. 
Det finns dock undantag, som bland annat pingvinen som lägger ett ägg åt gången. Där turas hanen och honan om att bära ägget som pingvinen ofta lägger på fötterna för att sedan balansera det och hålla värmen och skydda det med sin fjäderdräkt mot kylan. 

### Varför fåglar lägger ägg
Orsaken till att fåglar lägger ägg, ett och ett efter varandra, som ruvas och utvecklas utanför kroppen, istället för att som däggdjuren föda levande ungar är fortfarande inte helt klarlagd. Länge framhölls teorin att det berodde på att vikten av att ha foster som utvecklades inne i fågelkroppen skulle utgöra en för stor tyngd och inverka negativt på fågelns flygförmåga. Denna teori motsägs av flera fenomen. Exempelvis har inga flygoförmögna fåglar utvecklats mot att föda levande ungar. Fladdermöss föder levande ungar som kan väga upp emot 40 % av honans kroppsvikt, medan fågeläggen i snitt utgör 12 % av honans vikt. Vissa fåglar ökar sin kroppsvikt med nästan 50 % inför flytten, vilket visar att fåglar klarar av en mycket större vikt än den genomsnittliga kroppsvikten.
En annan teori utgår ifrån att det hos fåglar är honans Z-kromosom som avgör könet på ungen och att det hårda äggskalet, och utvecklingen utanför honans kropp skulle skydda haneembryot emot kvinnliga hormoner.
En annan teori handlar om kroppstemperatur: de flesta fåglar har en normal kroppstemperatur på 41 °C men undersökningar har visat att embryot utvecklas för fort vid denna temperatur vilket resulterar i att embryot dör. Då fåglar istället ruvar äggen utanför kroppen kan ägget hållas vid en temperatur av ungefär 37 °C vilket gör att embryot utvecklas i korrekt hastighet.

### Fågeläggets anatomi
Äggskalet består i huvudsak av kalcium och är fullt av mikroskopiskt små porer, vilka olika slags gaser kan passera igenom. Skalet på ett hönsägg har ungefär 10 000 porer, vardera med en diameter på 0,017 millimeter. Ägget innehåller alla beståndsdelar som fostret behöver för att utvecklas, förutom syre. Syrgasen tar sig in via äggskalets porer genom diffusion, eftersom koncentrationen av syrgas är lägre inne i ägget än utanför, som ett resultat av att fostret förbrukar gasen. (Jämför med osmos.) Den koldioxid och vattenånga som fostret producerar tar sig ut ur ägget på samma sätt. Under de 20-21 dagar som ett hönsägg ruvas tar det upp cirka 6 liter syrgas, avger 4,5 liter koldioxid och 11 liter vattenånga. 
Äggvitan innehåller 90 % vatten och 10 % rent äggviteämne, alltså protein. Vitan är olika tjock i olika delar av ägget. Den är tjockast i äggsnoddarna, som hjälper till att hålla gulan på plats. Det är i vitan som fostret utvecklas och näringen får fostret ifrån gulan som fungerar som moderkaka.
Det vanligaste är att ägget har en päronform men de kan också vara nästan helt sfäriska. Sillgrisslans ägg är extremt koniskt format, vilket hindrar ägget att rulla ned från klipphyllan där föräldrarna ruvar. Vanligtvis är äggen vita hos fåglar som ruvar i hål eller överbyggda bon, medan arter som lägger ägg direkt på marken eller i öppna bon har fläckiga eller mörkare ägg, ofta i olivgrönt, grått och brunt. Världens största fågelägg läggs av strutsen medan det största ägget i förhållande till honans kroppsvikt läggs av en av kivierna. Där väger ägget cirka en fjärdedel av honans kroppsvikt. Världens minsta fågelägg läggs av fekolibrin (Mellisuga minima), som lever på Jamaica och två närliggande öar. De två minsta ägg som dokumenterats, av denna art, var mindre än 10 mm långa och vägde endast 0,365 respektive 0,375 gram. Världens två största individuella fågelägg som man känner till härstammar ifrån struts (Struthio camelus), och båda är dokumenterade ifrån Borlänge i Sverige. Den 20 september 2006 lades där ett strutsägg på 2,519 kg, vilket motsvarar ungefär 42 normalstora hönsägg, och den 17 maj 2008 lades ett som var ännu större.

### Användning av människor

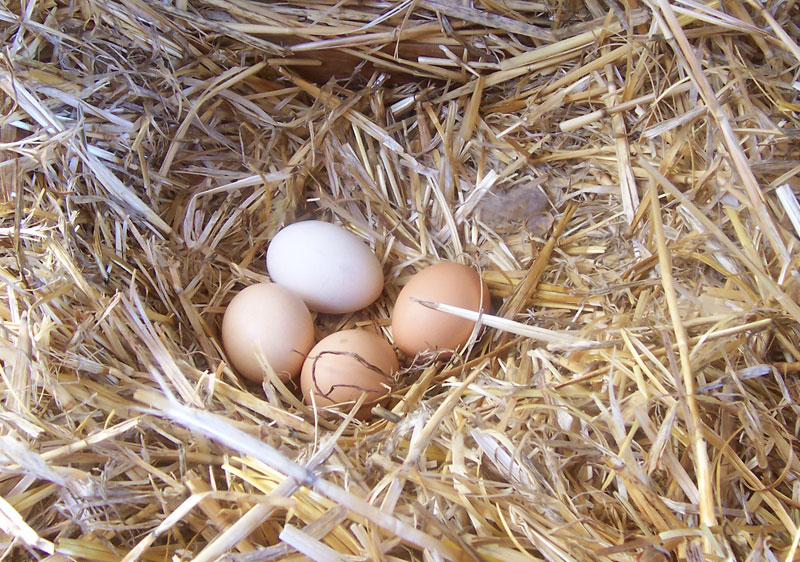
Hönsägg i rede

Ägg från fåglar, särskilt höns, betraktas som ett nyttigt livsmedel. Äggvita utgör två tredjedelar av massan hos ett hönsägg och innehåller mycket protein. Det förekommer också att man äter ägg från fisk och skaldjur. Till de vanligaste tillagningsmetoderna hör kokning och stekning. Hönsägg används även vid tillverkning av äggoljetempera.
I januari 2006 fanns förfalskade ägg till salu i tre kinesiska städer. Dessa innehöll ämnen som kan orsaka demens.